# 1592
Évszázadok: 15. század – 16. század – 17. század
Évtizedek: 1540-es évek – 1550-es évek – 1560-as évek – 1570-es évek – 1580-as évek – 1590-es évek – 1600-as évek – 1610-es évek – 1620-as évek – 1630-as évek – 1640-es évek
Évek: 1587 – 1588 – 1589 – 1590 –  1591 – 1592 – 1593 – 1594 – 1595 – 1596 – 1597

## Események
- január 30. – Az itáliai Ippolito Aldobrandinit VIII. Kelemen néven pápává választják.[1]
- július 19. – Huszán boszniai pasa a Zágráb vármegyei Petrinjánál vereséget mér Erdődy Tamás horvát bán hadaira.[2]

## Születések
- április 22. – Wilhelm Schickard német matematikus, az első mechanikus számológép megalkotója († 1635)
- június 8.[3] (május 29.)[4] – Feodoszija Fjodorovna orosz nagyhercegnő, I. Fjodor orosz cár és Irina Fjodorovna Godunova egyetlen gyermeke († 1594)